# Elecciones provinciales de Columbia Británica de 1928
Las elecciones provinciales de Columbia Británica de 1928 ocurrieron el 18 de julio de ese año, para elegir miembros de la 17.ª legislatura de la provincia canadiense de Columbia Británica. La elección resultó en una victoria para el Partido Conservador, que, de la mano de Simon Fraser Tolmie, logró ganar con mayoría absoluta, poniendo fin a 12 años de gobiernos liberales.
Los liberales, liderados por el primer ministro John D. MacLean fueron derrotados, a pesar de que su caudal de votos subió considerablemente en comparación a la última elección. La desaparición del Partido Provincial de Columbia Británica resultó en un parlamento casi completamente bipartidista, con sólo un miembro del Partido Laborista Independiente impidiendo esa denominación. La elección marcó la última vez que los conservadores liderarían un gobierno por su propia cuenta en la historia de la provincia, con Tolmie convirtiéndose en el último premier conservador de Columbia Británica.

## Contexto
La elección se llevó a cabo bajo un sistema mixto. La gran mayoría de distritos electorales eligieron un legislador, usando el escrutinio mayoritario uninominal, mientras que los distritos con más de un miembro ocuparon el escrutinio mayoritario plurinominal, más conocido como voto en bloque. 25 escaños fueron necesarios para la mayoría absoluta.

## Resultados
|  | 53.30 % |

|  | 40.04 % |

|  | 4.95 % |

|  | 0.28 % |

|  | 1.43 % |

|  | 98.14 % |

|  | 1.86 % |

|  | 100.00 % |

|  | 100.00 % |

|  | 71.33 % |